# Association des enseignantes et des enseignants franco-ontariens
L’Association des enseignantes et des enseignants franco-ontariens (AEFO) est un syndicat, fondé en 1939, qui regroupe le personnel enseignant des écoles élémentaires et secondaires de langue française, tant catholiques que publiques, ainsi que d’autres groupes de travailleuses et de travailleurs d’écoles et d’établissements francophones de l’Ontario, province du Canada. Il est membre de la Fédération des enseignantes et des enseignants de l’Ontario (en) (FEO) et de la Fédération canadienne des enseignantes et des enseignants (FCE).
La mission principale de l’AEFO est la défense et la promotion des intérêts professionnels, sociaux et économiques de ses membres. L’action syndicale de l'AEFO se distingue toutefois par un engagement soutenu envers la promotion, la défense et l'épanouissement de la culture franco-ontarienne. Depuis sa fondation, l’AEFO joue notamment un rôle important en faveur du développement et de l’amélioration de l’éducation de langue française en Ontario.
En 2017, l’AEFO comptait environ 10 000 membres, travaillant dans quelque 450 écoles et autres lieux de travail.

## Historique
Les origines de l'AEFO remontent à la fin des années 1930, et plus précisément à la création en 1936 d'une « section des professeurs » au sein de la Société Saint-Jean-Baptiste d'Ottawa (SSJBO). Elle est la conséquence d'un besoin, chez les enseignants franco-ontariens, de s'organiser afin d'étudier les problèmes pédagogiques spécifiques de l'enseignement français en Ontario.
C'est le 12 mai 1939 à Ottawa qu'est fondée, par la « section des professeurs » de la SSJBO, l'ancêtre de l'Association des enseignantes et des enseignants franco-ontariens. Le syndicat porte initialement le nom d'Association de l'enseignement bilingue de l'Ontario, rebaptisé ensuite Association de l'enseignement français de l'Ontario.